# بخش تروا
بخش تروا (به فرانسوی: Arrondissement de Troyes) یک بخش در فرانسه است که در اوب واقع شده‌است.